# Sara Balzer
Sara Alice Balzer (ur. 3 kwietnia 1995 w Strasburgu) – francuska szablistka, srebrna medalistka igrzysk olimpijskich i dwukrotna medalistka mistrzostw świata.
Wystartowała na igrzyskach olimpijskich w Tokio, gdzie reprezentantki Francji w składzie: Manon Brunet, Cécilia Berder, Charlotte Lembach i Sara Balzer zajęły drugie miejsce w rywalizacji drużynowej. W zawodach indywidualnych nie wystartowała. 
Podczas mistrzostw świata w Kairze w 2022 roku wspólnie z Sarah Noutcha, Anne Poupinet i Caroline Queroli zdobyła srebrny medal w zawodach drużynowych. Na mistrzostwach świata w Mediolanie rok później ponownie zdobyła srebro drużynowo. Na tej samej imprezie była piąta indywidualnie.
Na mistrzostwach Europy w Tbilisi (2017) zdobyła brąz drużynowo. Następnie zdobyła złoto drużynowo i brąz indywidualnie na mistrzostwach Europy w Antalyi (2022). Ponadto była druga indywidualnie na mistrzostwach Europy w Płowdiwie (2023).
Zdobyła również drużynowo złoty medal na igrzyskach europejskich w Krakowie w 2023 roku.